# Casa del Canonge Corbella
La Casa del Canonge Corbella és un edifici situat a la plaça Canonge Corbella, número 4, del municipi de Vallfogona de Riucorb, a l'actual comarca de la Conca de Barberà, al Principat de Catalunya. Aquesta obra està inclosa en l'Inventari del Patrimoni Arquitectònic de Catalunya. Deu el seu nom a Ramon Corbella i Llobet (1850-1924), que va ser canonge de Vic, a més d'escriptor, historiador i militar carlí, del qual n'hi ha un monòlit.

## Descripció
Casa situada a la plaça del Canonge Corbella, que feu construir una vegada va ser canonge i que deixà en els períodes estiuencs al mestre de l'Orfeó Català, Lluís Millet perquè hi pogués anar a descansar. La seva casa natal, anomenada cal Panxó està situada al carrer de la Font.
El parament devia estar format per pedres treballades a cops de maceta, molt irregulars i mal disposades, tal com es deixa veure a la part inferior de la planta baixa. Actualment està arrebossada i pintada de color blanc. Té quatre plantes. A la planta baixa es veu una porta d'arc carpanell i una petita obertura quadrangular. A la primera planta veiem tres portes de balcó sortides, una de les quals està segada. La segona planta sembla la més artística, ja que té tres finestres neogòtiques molt esveltes i estretes amb trencaaigües i calats de pedra. La tercera planta fa la funció de golfes i té tres obertures cegades d'arc de mig punt de pedra.